# Ray Radziszewski
Raymond A. "Ray" Radziszewski (nacido el 1 de marzo de 1935 en Jersey City, Nueva Jersey) es un exjugador de baloncesto estadounidense que disputó un partido en la NBA. Con 1,96 metros de estatura, jugaba en la posición de alero.

## Trayectoria deportiva

### Universidad
Jugó durante cuatro temporadas en los Hawks de la Universidad de St. Joseph's, en las que promedió 9,9 puntos y 10,8 rebotes por partido. En su última temporada fue incluido en el mejor equipo de la Philadelphia Big 5.

### Profesional
Fue elegido en la trigésima posición del Draft de la NBA de 1957 por Philadelphia Warriors, con los que disputó un único partido en el que capturó dos rebotes y dio una asistencia.

## Estadísticas de su carrera en la NBA

### Temporada regular
| Temporada | Edad | Equipo                | Liga | Pos. | P | TIT | MIN | TC  | TCA | %TC  | 3P | 3PA | %3P | TL  | TLA | %TL | R.OF. | R.DEF. | REB | ASIS | ROB | TAP | PER | FP  | PTS |
| 1957-58   | 22   | Philadelphia Warriors | NBA  |      | 1 |     | 6.0 | 0.0 | 3.0 | .000 |    |     |     | 0.0 | 0.0 |     |       |        | 2.0 | 1.0  |     |     |     | 1.0 | 0.0 |
| Total     |      |                       | NBA  |      | 1 |     | 6.0 | 0.0 | 3.0 | .000 |    |     |     | 0.0 | 0.0 |     |       |        | 2.0 | 1.0  |     |     |     | 1.0 | 0.0 |